# Hydriomena extremata
Hydriomena extremata är en fjärilsart som beskrevs av Felix Bryk 1942. Hydriomena extremata ingår i släktet Hydriomena och familjen mätare. Inga underarter finns listade i Catalogue of Life.